# Diepold III. von Vohburg

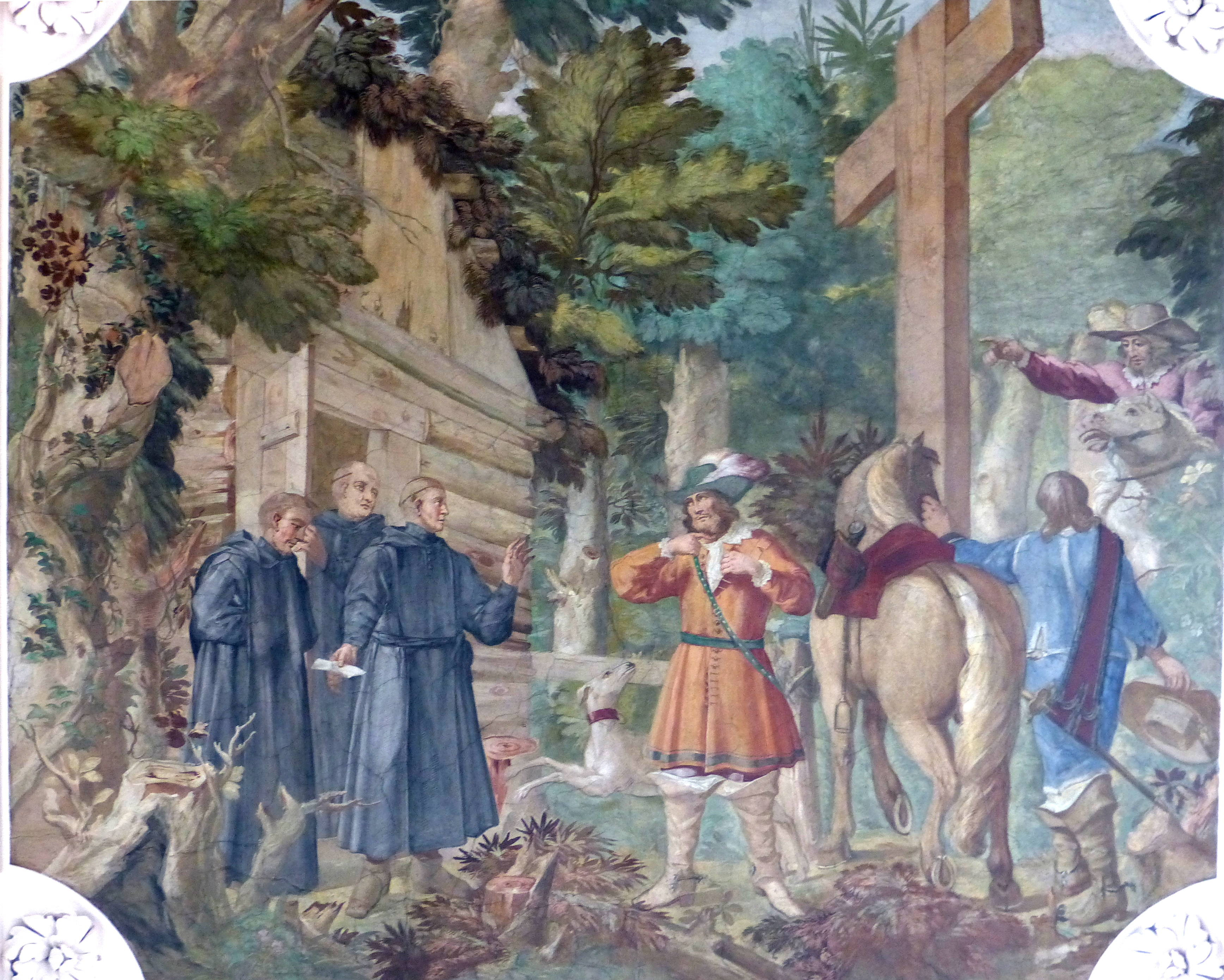
Markgraf Diepold gründet mit dem Mönch Gerwig das Kloster Waldsassen, Fresko (1698) in der Stiftskirche Waldsassen

Diepold III. von Vohburg (* 1075; † 8. April 1146) aus dem Haus der Diepoldinger-Rapotonen war Markgraf auf dem Nordgau und von Nabburg, Vohburg und Cham. Er war einflussreicher Gefolgsmann Kaiser Heinrichs V. 1118 gründete er das Benediktinerkloster Reichenbach und 1133 das Zisterzienserkloster Waldsassen. Ein Jahr nach seinem Tod heiratete seine Tochter Adela den späteren Kaiser Friedrich I. Barbarossa.

## Herkunft
Diepold III. war der älteste Sohn des Diepold II. von Vohburg, Markgraf auf dem Nordgau und von Giengen, und Liutgard von Zähringen. Luitgard übernahm nach dem Tod des Vaters in der Schlacht bei Mellrichstadt die Erziehung des dreijährigen Diepolds. Sie stand im Investiturstreit auf der Seite des Papstes und engagierte sich für die Benediktiner. Diepold III. ist vor allem bekannt als erster Schwiegervater des späteren Kaisers Friedrich Barbarossa. Die Ehe von Diepolds Tochter Adela, der Erbin des Egerlandes, mit dem jungen Staufer wurde vor dem 2. März 1147 in Eger geschlossen, aber im März 1153 in Konstanz nach sechs kinderlosen Jahren wieder geschieden.

## Politik
Er trat im Jahr 1093 mit seiner Volljährigkeit das väterliche Erbe an und wurde Markgraf auf dem Nordgau und von Giengen. Im Jahre 1099 übernahm Diepold III. das reiche Erbe seiner beiden Verwandten, Burggraf Ulrich von Passau und Rapoto V. von Cham. Beide waren Ostern 1099 auf einem Hoftag in Regensburg an einer Seuche gestorben. Das verstreute Erbe umfasste die Mark Cham und die Herrschaft Vohburg an der Donau sowie Besitzungen im Chiemgau, in Schwaben und in Niederösterreich (Petronell an der Donau und Rohrau). Die bairische Pfalzgrafenwürde Rapotos V. ging dabei aber verloren und auch die ehemaligen Besitzungen Ulrichs im Rottachgau und im südlichen Bayern konnte er sich nicht sichern. Diese gingen mit der Ehe von Ulrichs Tochter Uta mit Engelbert II. an die Spanheimer verloren. Jedoch dehnte er seine Herrschaft durch Landesausbau im Egerland deutlich aus. Mit Petronell und Rohrau – an der Donau zwischen Wien und Preßburg, nahe der damaligen Grenze zum Königreich Ungarn – belehnte er seinen nach Österreich mitgebrachten Gefolgsmann Hugo von Liechtenstein, der sie 1142 zu freiem Eigen übertragen bekam.

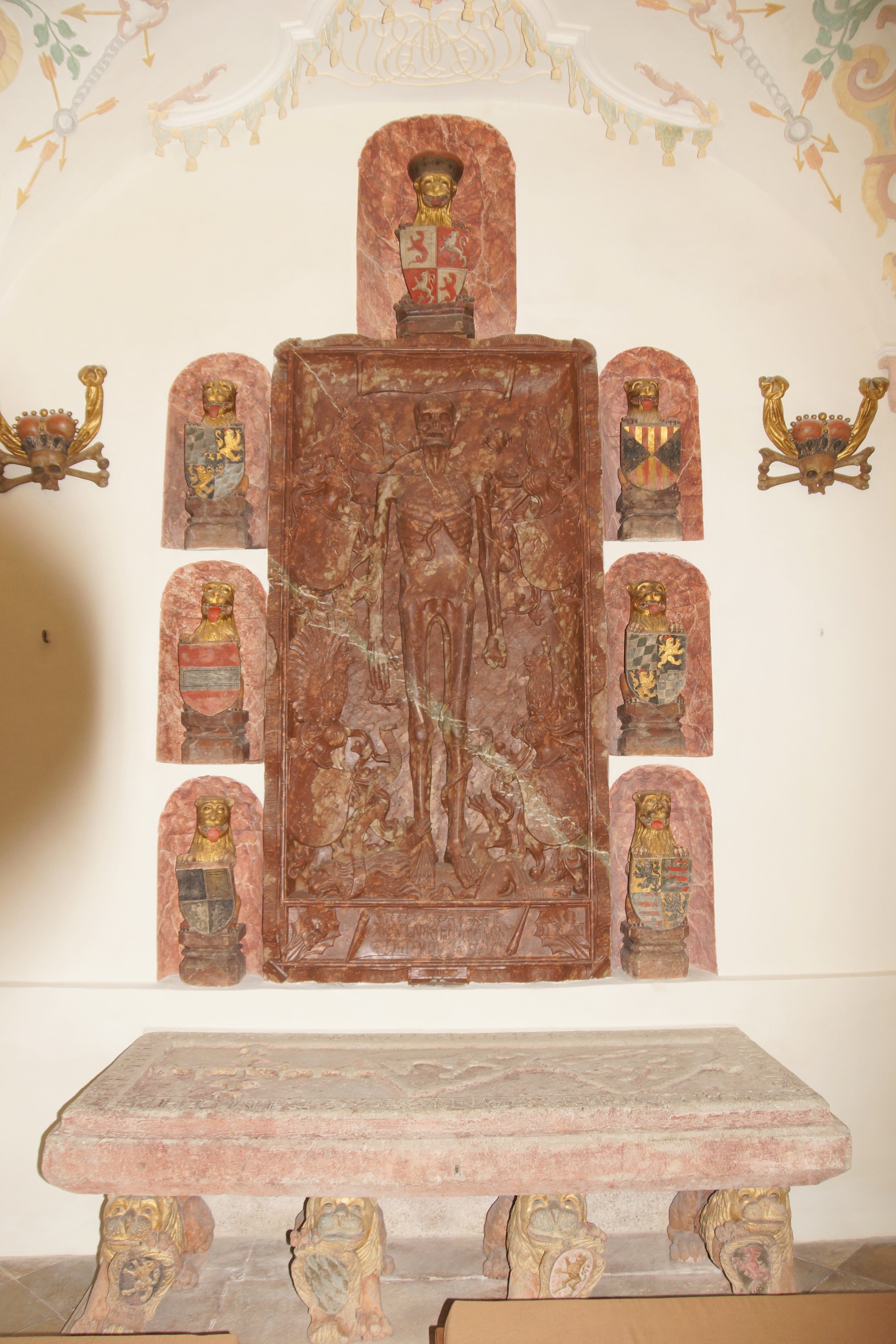
Romanische Grabplatte Diepolds, darüber ein spätgotisches Wittelsbacher-Epitaph (Klosterkirche Reichenbach am Regen)

Diepold III. stand auf der Seite Heinrichs V. im Kampf gegen seinen Vater Heinrich IV. Er befand sich im Gefolge Heinrichs V. bei zahlreichen Reisen und Versammlungen, unter anderem in Quedlinburg und beim Zug nach Italien 1111 und 1116. 1122 nahm er an der Reichsversammlung in Worms teil, die das später so genannte Wormser Konkordat aushandelte, das dem Investiturstreit ein Ende setzte. In dieser Urkunde erscheint er in der Zeugenliste. Er war bei der Thronbesteigung von Lothar III. anwesend und schlug sich bei den aufbrechenden Konflikten gegen den Welfen auf die Seite der Staufer. Darauf folgte eine Aussöhnung, die unter anderem mit seiner zweiten Ehe und der seines Sohnes Diepold IV. besiegelt wurde. Im Gefolge Lothars traf er 1131 in Lüttich mit Papst Innozenz II. zusammen und begegnete Bernhard von Clairvaux. Diepold III., der 1103 Mitbegründer des Klosters Kastl war, gründete 1119 das Kloster Reichenbach und 1133 das Kloster Waldsassen. Diese Gründung, die von Volkenroda aus erfolgte, setzte den Landausbau im Egerland bzw. die Bildung des späteren Stiftlands in Gang. Das Egerland wurde aber nach seinem Tod 1146 durch die Krone wieder eingezogen. König Konrad III. verheiratete um 1147 in Eger die älteste Tochter Diepolds aus seiner ersten Ehe, Adela, mit seinem Neffen, Herzog Friedrich III. von Schwaben, dem späteren Kaiser Friedrich I. Barbarossa. Dieser konnte mit der Mitgift Adelas seine Machtbasis als Herzog von Schwaben bis in den ostfränkischen Raum hinein entscheidend ausweiten. Jedoch wurde die Ehe 1153 wieder geschieden.

## Ehen

### Erste Ehe
Die erste Ehe schloss er vor 1118 mit Adelajda von Polen (* 1090/91, † 1127), einer Tochter des Fürsten Władysław I. Herman, mit der er fünf Kinder hatte:
- Diepold IV. († ca. 1130), ⚭ Mathilde von Bayern († nach 1177), Tochter des Herzogs Heinrich der Schwarze (Welfen)
- Adela, Erbin des Egerlandes ⚭ I vor dem 2. März 1147 in Eger, geschieden im März 1153 in Konstanz, Friedrich I. Barbarossa († 1190) 1147 Herzog von Schwaben, 1152 deutscher König, 1155 Kaiser, ⚭ II Dieto von Ravensburg († nach 1173), welfischer Ministerialer
- Euphemia († vor 1144) ⚭ Heinrich III. Graf von Winzenburg-Assel († 1146)
- Sophia/Liutgard († 1148) ⚭ NN (Volkrat?) Graf von Lechsmünd
- Jutta ⚭ Friedrich IV. († 1148), Domvogt von Regensburg

### Zweite Ehe
Die zweite Ehe ging er mit Kunigunde von Beichlingen aus dem Haus Northeim ein, einer Tochter des Grafen Kuno, Witwe des Wiprecht III. Graf von Groitzsch. Aus dieser Ehe stammten drei weitere Kinder:
- Bertold I. († nach 1182) 1154 Markgraf von Cham, 1157 Markgraf von Vohburg, um 1160 Vogt von Reichenbach, 1174 Vogt von Seeon, Vogt von St. Paul in Regensburg, ⚭ NN (Tochter von Graf Adalbert II. von Ballenstedt?)
- Kunigunde († 22. November 1184) als Witwe geistlich zu Admont, ⚭ vor 1146 Otakar III. († 31. Dezember 1164), 1140 Markgraf von Steyr
- Adelheid ⚭ Poppo IV. († vor 1181/87) Graf von Laufen

### Dritte Ehe
Seine dritte Ehe schloss er mit Sophia, der Schwester eines ungarischen Grafen namens Stephan. Aus dieser Ehe stammten zwei Kinder:
- Sophia († 1177) ⚭ Konrad II. († nach 1193) Graf von Peilstein
- Diepold V. († nach 1181) Markgraf ⚭ NN (Tochter von Graf Adalbert von Ballenstedt?)